# Oecanthus leptogrammus
Oecanthus leptogrammus är en insektsart som beskrevs av Walker, T.J. 1962. Oecanthus leptogrammus ingår i släktet Oecanthus och familjen syrsor. Inga underarter finns listade i Catalogue of Life.